# Belfast (Zuid-Afrika)
Belfast is een dorp met 4.466 inwoners, in de provincie Mpumalanga in Zuid-Afrika. Het dorp is ook bekend als een van de koudste nederzettingen in Zuid-Afrika, omdat het op 2.025 m boven zeevlak op de Drakensbergse plateaurand gelegen is. Belfast is sinds 2010 het administratieve centrum voor de gemeente Emakhazeni. De officiële dorpsnaam werd daarbij eveneens gewijzigd in eMakhazeni.

## Geschiedenis
Het dorp werd op 30 juni 1890 gesticht op de plaats Tweefontein – volgens overlevering door Richard Charles O'Neill, een inwoner van Belfast in Noord-Ierland. Sommige bronnen verwijzen naar zijn plaats wat hij Belfast genoemd heeft en waarop de nederzetting ontstaat heeft.

## Wijk
De gemeente is 4.736 km² groot. Rund, schapen houden en zuivel is van de belangrijkste economische activiteiten in de wijk.

## Subplaatsen
Het nationaal instituut voor de statistiek, Stats SA, deelt sinds de census 2011 deze hoofdplaats in in zogenaamde subplaatsen (sub place), c.q. slechts één subplaats:
eMakhazeni A SP